# Cristian Salvato
Cristian Salvato (né le 18 août 1971 à Campo San Martino, dans la province de Padoue en Vénétie) est un ancien coureur cycliste italien. 

## Biographie
Professionnel de 1995 à 2001, Cristian Salvato a été champion du monde du contre-la-montre par équipes en 1993 et 1994 chez les amateurs.

## Palmarès
- 1989
  -  Champion du monde du contre-la-montre par équipes juniors (avec Davide Rebellin, Rossano Brasi et Andrea Peron)
- 1991
  -  Médaillé d'or du contre-la-montre par équipes aux Jeux méditerranéens (avec Flavio Anastasia, Luca Colombo et Gianfranco Contri)
  - 3e du championnat d'Italie du contre-la-montre amateurs
- 1993
  -  Champion du monde du contre-la-montre par équipes (avec Gianfranco Contri, Rosario Fina et Rossano Brasi)
  -  Médaillé d'or du contre-la-montre par équipes aux Jeux méditerranéens (avec Gianfranco Contri, Luca Colombo et Francesco Rossano)
- 1994
  -  Champion du monde du contre-la-montre par équipes (avec Gianfranco Contri, Luca Colombo et Dario Andriotto)
  - Duo normand (avec Gianfranco Contri)
- 1997
  - Grand Prix d'Europe (avec Dario Andriotto)
  - 3e du championnat d'Italie du contre-la-montre
- 1998
  - 3e du Grand Prix d'Europe

## Résultats sur les grands tours

### Tour de France
1 participation
- 1996 : 94e

### Tour d'Espagne
3 participations
- 1997 : 76e
- 1998 : 89e
- 1999 : 107e

### Tour d'Italie
2 participations
- 1996 : 83e
- 1998 : Abandon